# Marx Schlesinger
Marx (Markus) Schlesinger (auch Mordechai; gest. 18. September 1754 in Wien) war ein jüdischer Hoffaktor und Militärlieferant am Wiener Kaiserhof.

## Leben
Marx Schlesinger war der Sohn des Wiener Hoffaktors Benjamin Wolf Schlesinger (gest. 1727) und seiner Frau Zärtel, der Schwiegersohn von Abraham Spitz und Schwiegervater von Löw Leidesdorf, auch Hoffaktoren in Wien. Er diente dem österreichischen Hof sowohl als großer Heeresausstatter als auch als Bankier. 1731 ernannte ihn Karl VI. zum Kaiserlichen Hoffaktor, was er auch unter Maria Theresia blieb. Außerdem war er Hoffaktor für die Kurpfalz, den Erzbischof von Mainz und den Herzog von Braunschweig. Zusätzlich diente er als Hofjuwelier Karl Alexanders von Württemberg. Trotzdem starb er in großer Armut.
Sein Großvater war Marx (Mordechai) Schlesinger (geb. 1615; gest. 1683 in Klosterneuburg), Sohn des Moses Margulies, der Militärausstatter für den Wiener Hof und Metalllieferant für die Wiener Münze vor der Vertreibung 1670 durch Kaiser Leopold I. war. Danach wohnte er mit vielen anderen Vertriebenen in Eisenstadt bis zu seiner Ermordung im Jahr der türkischen Belagerung Wiens 1683 durch polnische Soldaten. Wegen Metallmangels war er bereits 1681 wieder zum Münzlieferanten gemacht worden.

## Einzelbelege
1. ↑  Peter George Muir Dickson: Finance and Government Under Maria Theresia, 1740-1780: Society and government. Band 1. Clarendon Press, 1987, ISBN 978-0-19-822570-6, S. 144 (google.de [abgerufen am 29. März 2020]).
2. ↑  Heinrich Schnee: Die Hoffinanz und der moderne Staat: Geschichte und System der Hoffaktoren an deutschen Fürstenhöfen im Zeitalter des Absolutismus. Nach archivalischen Quellen. Duncker & Humblot, 1963 (google.de [abgerufen am 29. März 2020]).
3. ↑  Schlesinger Israel Marx – 29. September 1734. Abgerufen am 29. März 2020 (deutsch).
4. ↑  Barbara Staudinger: Von Silberhändlern und Münzjuden. Abgerufen am 29. März 2020.
5. ↑  Max Grunwald: Samuel Oppenheimer und sein Kreis. Рипол Классик, 1913, ISBN 978-5-87614-351-8 (google.de [abgerufen am 29. März 2020]).

| Personendaten    | Personendaten                                                |
| ---------------- | ------------------------------------------------------------ |
| NAME             | Schlesinger, Marx                                            |
| ALTERNATIVNAMEN  | Schlesinger, Markus                                          |
| KURZBESCHREIBUNG | jüdischer Hoffaktor und Militärlieferant am Wiener Kaiserhof |
| GEBURTSDATUM     | 17. Jahrhundert                                              |
| STERBEDATUM      | 18. September 1754                                           |
| STERBEORT        | Wien                                                         |